# Enric Martí i Carreto
Enric Martí i Carreto (Barcellona, 1893 – Barcellona, 26 febbraio 1971) è stato un avvocato, imprenditore e dirigente sportivo spagnolo attivo nel settore tessile, presidente del Futbol Club Barcelona dal 16 luglio 1952 al 22 dicembre 1953.

## Biografia
Nato nel quartiere di Sarrià-Sant Gervasi, assunse l'incarico di presidente del FC Barcelona acquisendo popolarità in tutta la Spagna.
È ricordato per essere il presidente del Barça quando scoppiò il cosiddetto "Caso Di Stéfano". Si dimise a un anno e cinque mesi dall'inizio del mandato.